# STS-88
La STS-88 va ser la primera missió del transbordador espacial a l'Estació Espacial Internacional (EEI). L'orbitador Endeavour va portar a l'estació el primer mòdul americà, el node Unity.
La missió va durar set dies i destaca per la trobada del node Unity de fabricació americana amb el  bloc de càrrega funcional, el mòdul Zarià, que ja estava en òrbita. També pels tres passejos espacials per connectar els cables de comunicació i energia entre el node i el Zarià. Aquest, construït per Boeing i l'Agència Espacial Federal Russa, es va enlairar en un  coet Proton des del cosmòdrom de Baikonur al Kazakhstan al novembre de 1998. Aquesta missió STS-88 transportava altres càrregues: la càmera IMAX del celler (ICBC), el satèl·lit argentí d'aplicació científica (SAC-A), el MightySat 1 Hitchhiker, el mòdul d'experiments espacials (SEM-07) i el G-093 del programa Getaway Special patrocinat per la Universitat de Michigan.

## Tripulació
- Robert D. Cabana (4), Comandant
- Frederick W. Sturckow (1), Pilot
- Nancy J. Currie (3), especialista de la missió 2
- Jerry L. Ross (6), especialista de la missió gener
- James H. Newman (3), Ph.D, especialista de la missió 3
- Serguei K. Krikaliov (4), especialista de la missió 4 -  Russia  RKA

* Entre parèntesis el nombre de missions de cada astronauta incloent aquesta.

### Acoblament a l'EEI
- Acoblat: 7 de desembre de 1998, 02:07:00 UTC
- Desacoblat: 13 de desembre de 1998, 20:24:30 UTC
- Temps acoblat: 6 dies, 18 hores, 17 minuts, 30 segons.

## Activitats extravehiculars
Durant la STS-88 es van realitzar tres passejos espacials (EVA).
|       | Astronautes                   | Inici ( UTC)         | Final ( UTC)         | Durada             | Missió                                      | - |
| EVA 1 | Jerry L. Ross James H. Newman | 7 de desembre 22:10  | 8 de desembre 05:31  | 7 hores, 21 minuts | Inici de la instal·lació de l'Unity.        |   |
| EVA 2 | Ross Newman                   | 9 de desembre 20:33  | 10 de desembre 03:35 | 7 hores, 02 minuts | Continuació de la instal·lació de l'Unity.  |   |
| EVA 3 | Ross Newman                   | 12 de desembre 20:33 | 13 de desembre 03:32 | 6 hores, 59 minuts | Finalització de la instal·lació de l'Unity. |   |